# Malte Müller-Wrede
Malte Müller-Wrede (Flensburgo, 17 de Junho 1964) é um advogado, editor e autor alemão.

## Biografia
Malte Müller-Wrede tirou o curso de Direito na Universidade de Munique e na Universidade de Bona entre 1984 e 1990. Depois de se ter licenciado, trabalhou na administração do parlamento da República Federal da Alemanha até 1992. Estagiou no tribunal de relação (Oberlandesgericht) de Colônia entre 1992 e 1995. Após de terminar o seu estágio, Müller-Wrede trabalhou como gerente principal da delegação das associações e ordens dos engenheiros e arquitetos concernente a tabela de honorários (Ausschuss der Verbände und Kammern der Ingenieure und Architekten für die Honorarordnung e.V.).
Müller-Wrede está desde 1999 no exercísio da advocacia. As áreas de especialização dele são o direito de contratos públicos, o direito da construção privada, o direito do transporte público de passageiros, o direito do transporte ferroviário de passageiros, o direito da parceria público-privada assim como o direito de arquitetura e engenharia. Müller-Wrede é sócio fundador do escritório de advocacia Müller-Wrede & Partner em Berlim e presidente da comissão dos advogados especializados no direito de contratos públicos da Ordem dos Advogados em Berlim.
Müller-Wrede é casado e pai de três filhos.

## Publicações
Müller-Wrede é editor de várias obras sobre o direito de contratos públicos:
- VgV/UVgO einschließlich VergStatVO, Kommentar. Bundesanzeiger Verlag Köln, 5. Aufl. 2017, ISBN 978-3-8462-0556-3.
- GWB-Vergaberecht, Kommentar. Bundesanzeiger Verlag Köln, 2016, ISBN 978-3-8462-0550-1.
- GWB, VgV und VOB/A 2016 – Einführung, Erläuterungen und Synopsen. Bundesanzeiger Verlag Köln, 3. Aufl. 2016, ISBN 978-3-8462-0629-4.
- Kommentar zur VOF. Werner Verlag Köln, 5. Aufl. 2014, ISBN 978-3-8041-4364-7.
- Vergabe- und Vertragsordnung für Lieferungen und Dienstleistungen – VOL/A. Kommentar. Bundesanzeiger Verlag Köln, 4. Aufl. 2014, ISBN 978-3-8462-0107-7.
- Kompendium des Vergaberechts. Bundesanzeiger Verlag Köln, 2. Aufl. 2013, ISBN 978-3-8462-0050-6.
- Der Architektenwettbewerb. Bundesanzeiger Verlag Köln, 2012, ISBN 978-3-8462-0105-3.
- Sektorenverordnung – SektVO. Kommentar. Bundesanzeiger Verlag Köln, 2010, ISBN 978-3-89817-842-6.
- VOL und VOF 2009, Bundesanzeiger Verlag Köln, 2010, ISBN 978-3-89817-770-2.
- VOL und VOF 2006, Bundesanzeiger Verlag Köln, 2006, ISBN 3-89817-4816.
- ÖPP-Beschleunigungsgesetz. Bundesanzeiger Verlag Köln, 2006, ISBN 3-89817-559-6.

Müller-Wrede é membro do conselho editorial do jornal alemão "Vergaberecht" e autor de uma séria de artigos. Além disso é autor em:
- Ingenstau/Korbion, VOB Teile A und B. Kommentar. Werner Verlag Köln, 19. Aufl. 2015, ISBN 978-3-8041-2157-7.